# Hedyotis quinquinervis
Hedyotis quinquinervis là một loài thực vật có hoa trong họ Thiến thảo. Loài này được Thwaites mô tả khoa học đầu tiên năm 1859.